# Universos paral·lels (pel·lícula)
Universos paral·lels (títol original en anglès, Parallel) és una pel·lícula de thriller de ciència-ficció canadenca del 2018. La pel·lícula és protagonitzada per Aml Ameen, Martin Wallström, Georgia King, Mark O'Brien i Alyssa Diaz. S'ha doblat i subtitulat al català.

## Repartiment
- Aml Ameen com a Devin
- Martin Wallström com a Noel
- Georgia King com a Leena
- Mark O'Brien com a Josh
- Alyssa Diaz com a Carmen
- Kathleen Quinlan com a Marissa
- David Harewood com el pare de Devin
- Shannon Chan-Kent com a Jessica